# Разевиг, Даниил Всеволодович
Даниил Всеволодович Разевиг (1920—1973) — советский и российский учёный, доктор технических наук, профессор.
Автор ряда научных трудов и статей в области техники высоких напряжений, является соавтором трёхтомного учебника по технике высоких напряжений, изданного под редакцией профессора Л. И. Сиротинского.

## Биография
Родился в 1920 году в Москве.
После окончания школы поступил в Московский энергетический институт, электроэнергетический факультет которого окончил в 1942 году в городе Лениногорске (ныне город Риддер Республики Казахстан), куда был эвакуирован институт. После окончания вуза работал дежурным диспетчером Алтайской энергосистемы и в конце 1943 года поступил в аспирантуру МЭИ по кафедре «Техники высоких напряжений» (ТВН).
В 1947 году Даниил Разевиг защитил кандидатскую диссертацию, начал читать лекции студентам, одновременно занимался научно-исследовательской работой. В 1948 году Разевиг выступил в Ленинграде на Всесоюзной конференции по перенапряжениям с двумя докладами, посвящёнными индуктированным перенапряжениям на линиях передач и защите вращающихся машин, и был выбран в редакционную комиссию по выработке решений конференции.
В начале 1950-х годов научно-исследовательские и учебные заведения СССР начали проводить исследования внутренних перенапряжений в будущей линии электропередачи 400 кВ «Куйбышев — Москва». По инициативе и под руководством Даниила Всеволодовича на кафедре ТВН МЭИ была создана малогабаритная модель такой ЛЭП, и Московский энергетический институт одним из первых получил конкретные результаты и разработал рекомендации по уровням изоляции электропередач сверхвысокого напряжения.
В 1952—1954 годах находился в командировке в КНДР в качестве советника декана Пхеньянского политехнического института (ныне Политехнический университет имени Ким Чхэка) и консультанта по вопросам электротехнической промышленности и энергетики страны. За свою работу он был награждён правительством КНДР орденом Государственного флага II степени.
После возвращения в Москву Даниил Всеволодович продолжил работу в МЭИ, стал заместителем профессора Л. И. Сиротинского, а затем (с 1958 года) заведующим кафедрой ТВН.
В 1959 году вышла в свет его монография «Атмосферные перенапряжения на линиях электропередачи», которая послужила основой для докторской диссертации, успешно защищённой в 1961 году; в 1962 году Разевиг был утверждён в учёном звании профессора. Свою работу заведующего кафедрой ТВН совмещал с общественной и административной деятельностью: в 1958—1961 годах он был деканом электроэнергетического факультета МЭИ, в 1961—1965 годах — проректором вуза по научной работе. Являлся членом учёных и научно-технических советов ряда министерств и научно-исследовательских институтов, в 1966—1973 годах был главным редактором журнала «Электричество».
В 1972—1973 годах Д. В. Разевиг возглавил Энергетический институт им. Г. М. Кржижановского.
Умер в 1973 году в Москве. Похоронен на Введенском кладбище (8 уч.).
Был награждён орденом «Знак Почёта» и медалями.